# Abdessamad Chahiri
Abdessamad Chahiri est un footballeur international marocain né le 17 mai 1982, il évolue actuellement au poste de défenseur.

## Biographie
Chahiri a commencé à jouer au foot à l’âge de 14 ans à travers les tournois organisés dans son ancien quartier à Hay-Mohammadi. À l’époque, il ratait la majorité de ses cours  pour assister aux séances d’entraînement. Il a évolué ensuite durant sept ans au club d’Al-Ahram, un club connu du quartier Casablanca. Il a occupé brillamment le poste d’arrière pour une période de trois années avant d’arriver au club du Raja de Casablanca où il a entamé sa carrière pprofes-droit[Quoi ?] dans toutes les catégories de jeunes. Un poste qu'il occupe jusqu’à aujourd’hui[Quand ?]. Après, il a joué pour le Tihad Sportif Club. Après avoir passé un an au Raja, il rejoint ensuite le Difaâ d'El Jadida en 2007 avant d'être transféré au mois d'août 2008 au club des FAR de Rabat où il signe un contrat de trois ans.

## Statistiques
| Matches internationaux d'Abdessamad Chahiri | Matches internationaux d'Abdessamad Chahiri | Matches internationaux d'Abdessamad Chahiri    | Matches internationaux d'Abdessamad Chahiri | Matches internationaux d'Abdessamad Chahiri | Matches internationaux d'Abdessamad Chahiri | Matches internationaux d'Abdessamad Chahiri | Matches internationaux d'Abdessamad Chahiri |
| 0                                           | Date                                        | Lieu                                           | Adversaire                                  | Score                                       | Résultats                                   | Compétitions                                |                                             |
| ------------------------------------------- | ------------------------------------------- | ---------------------------------------------- | ------------------------------------------- | ------------------------------------------- | ------------------------------------------- | ------------------------------------------- | ------------------------------------------- |
| 1                                           | 21 novembre 2007                            | Stade Dominique-Duvauchelle, Créteil, France   | Sénégal                                     | —                                           | 0-3                                         | Match amical                                |                                             |
| 2                                           | 16 janvier 2008                             | Complexe sportif Moulay-Abdallah, Rabat, Maroc | Angola                                      | —                                           | 2-1                                         | Match amical                                |                                             |

## Carrière
- 1996 - 2003 :  Al-Ahram
- 2003 - 2006 :  Tihad Sportif Club
- 2006 - 2007 :  Raja de Casablanca
- 2007 - 2008 :  Difaâ d'El Jadida
- 2008 - 2012 :  FAR de Rabat
- 2012 - 2013 :  Olympique de Khouribga
- 2013 - 2014 :  Mouloudia Club d'Oujda[1]